# Долина-при-Лендаві
Долина-при-Лендаві (словен. Dolina pri Lendavi) — поселення в общині Лендава, Помурський регіон, Словенія. Висота над рівнем моря: 163,3 м.